# (18550) Maoyisheng
(18550) Maoyisheng est un astéroïde de la ceinture principale.

## Description
(18550) Maoyisheng est un astéroïde de la ceinture principale. Il fut découvert le 9 janvier 1997 à la station de Xinglong par le programme Beijing Schmidt CCD Asteroid Program. Il présente une orbite caractérisée par un demi-grand axe de 3,00 UA, une excentricité de 0,04 et une inclinaison de 6,8° par rapport à l'écliptique.

## Compléments